# Kateryna Kuryshko
Kateryna Kuryshko (em ucraniano:  Катерина Сергіївна Куришко, Veprik, Poltava, 12 de abril de 1949) é uma ex-velocista russa na modalidade de canoagem.

## Carreira
Foi vencedora da medalha de Ouro em K-2 500 m em Munique 1972.